# أحمد الحبيباتني
أحمد مرزوق بن سعيد الحبيباتني هو أحد أهم أئمة وفقهاء مدينة قسنطينة في عصر النهضة الفكرية. ولد سنة 1284 هـ (1867 م) في منطقة بني حبيبي بولاية جيجل شرق الجزائر. حفظ القرآن في سن مبكرة على يد مشايخ منطقته وتلقى أولى مبادئ اللغة العربية والفقه، ثم انتقل بعد ذلك إلى قسنطينة لإكمال تعليمه، فكان له ذلك، حيث تتلمذ على يد أهم أقطاب وفقهاء مدينة العلوم، أمثال الشيخ عبد القادر المجاوي التلمساني.
استقر الشيخ أحمد الحبيباتني في مدينة قسنطينة أين كان يؤم الناس ويدرس القرآن الكريم والفقه في كثير من المساجد كجامع سيدي عبد المؤمن في حي السويقة، هذا وقد حظي في زمانه بمكانة واحترام كبيرين بين سكان مدينة قسنطينة والشرق الجزائري كله، فكان يعتبر أهم ملجأ للناس يستفتونه في أمور دينهم ودنياهم، وكان على ذلك حتى وافته منيته في العاشر من شهر محرم سنة 1355 هـ الموافق للفاتح أبريل 1936 م.
كان للشيخ أحمد الحبيباتني الفضل في تكوين جيل من الفقهاء والعلماء ممن ساهموا في توجيه الأمة كجمعية العلماء المسلمين الجزائريين، رغم أن الاستعمار الفرنسي حاول كثيرا إثارة الفتنة وتدبير المكآئد بين الشيخ وبعض أعضاء الجمعية وبخاصة عبد الحميد بن باديس، حيث اتهم الأخير بالتخطيط لمحاولة اغتيال الشيخ الحبيباتني، لكن الجميع تفطنوا وتيقنوا أن ذلك كان من كيد المستعمر للنيل من مكانة ابن باديس وعمله الإصلاحي.

## مواضيع ذات صلة
- المرجعية الدينية الجزائرية